# Phaegoptera sestia
Phaegoptera sestia là một loài bướm đêm thuộc phân họ Arctiinae, họ Erebidae.